# Левинцы (Черновицкая область)
Ле́винцы (укр. Лівинці) — село в Днестровском районе Черновицкой области Украины. Административный центр Левинецкой сельской общины
Население по переписи 2001 года составляло 1452 человека. Почтовый индекс — 60125. Телефонный код — 373234. Код КОАТУУ — 7322085601.

## История
В окрестностях села найдены раннеславянские поселения черняховской культуры, датируемые II—VI веком н. э. Они находятся в урочищах Ставки и Скрипницький Яр, а в урочище Норы, кроме того, сохранились остатки древнерусского посёлка XI—XIII веков. Село впервые упоминается в документах 1677 года. Вероятно, название села происходит от слова «левенцы» — так в 18 веке местные жители называли гайдамаков, которые могли быть первыми поселенцами села. К началу XIX века Левинцами владел известный аристократический род Кантакузины. Позже владельцы села часто менялись. С 1812 по 1848 село перепродавалось четыре раза и в 1848 году вместе с 1326 десятинами земли досталось одесском купцу Рафаловичу. Во время Первой мировой войны, конце февраля 1918, село оккупировали австро-германские войска, затем их сменили войска Румынии.
До 2020 года село входило в Кельменецкий район